# Xot de la Xina
El xot de la Xina (Otus lettia) és una espècie d'ocell de la família dels estrígids (Strigidae). Habita al Pakistan, l'Índia, el Nepal i Bangladesh. El seu estat de conservació es considera de risc mínim.